# Kamenica, Bihać
Kamenica je nekdanje naselje v mestu Bihać, Bosna in Hercegovina, od leta 1991. del naselja Bihać.  

## Prebivalstvo
| Pregled števila prebivalcev po letih | Pregled števila prebivalcev po letih | Pregled števila prebivalcev po letih | Pregled števila prebivalcev po letih | Pregled števila prebivalcev po letih |
| ------------------------------------ | ------------------------------------ | ------------------------------------ | ------------------------------------ | ------------------------------------ |
| 1948                                 | 1953                                 | 1961                                 | 1971                                 | 1981                                 |
| -                                    | -                                    | -                                    | 469                                  | 536                                  |

| Narodna sestava prebivalstva po letih                                                                                        | Narodna sestava prebivalstva po letih                                                                                          | Narodna sestava prebivalstva po letih |
| --- | --- | ------------------------------------- |
| 1971 | 1981 |                                       |
| . skupaj: 469 Muslimani 400 (85,28 %) Srbi 64 (13,64 %) Hrvati 4 (0,85 %) Jugoslovani 0 (0,00 %) drugi in neznano 1 (0,21 %) | . skupaj: 536 Muslimani 440 (82,08 %) Srbi 60 (11,19 %) Hrvati 4 (0,74 %) Jugoslovani 20 (3,73 %) drugi in neznano 12 (2,23 %) |                                       |